# Mindre än-tecken
Mindre än-tecknet är namnet på tecknet <. Tecknet används ibland istället för vänster vinkelparentes, då det senare inte finns tillgängligt.

## Användningsområden

### Matematik –mindre än
Inom matematiken används tecknet < som jämförelse- eller olikhetstecken. Talet, variabeln eller storheten som föregår tecknet på vänster sida är då mindre (mer negativt) än det tal, variabel eller storhet som står efter tecknet, d.v.s. på dess högra sida
- 0,05 < 0,06
- y2 < x
- tmin < 2,3 s

Tecknet utläses som är mindre än:
- (a + 2b) < (c + 34) (läs "a plus två b är mindre än c plus 34")

Tecknet kan också upprepas efter varandra som << (≪ (U+226A – Much less-than)) och <<< (⋘ (U+22D8 – Very much less-than)), och betonar då att storleksskillnaden är ännu större (betydelsen för respektive tecken är mycket mindre än och mycket, mycket mindre än). Dessa tecken brukas främst då approximationer görs.
Tecknet finns även negerat, som inte mindre än-tecken (≮), samt i kombination med andra matematiska tecken.
Pilspetsen, den smalaste sidan, pekar på det mindre talet, medan öppningen, den breda sidan, vänds mot det större talet.

### < som pilhuvud
Ibland används < för att beteckna pilhuvud tillsammans med—och == (eventuellt även tillsammans med >) som substitut för pilarna ←, ↔, ⇐, ⇔ etc.

### Internet
I nedanstående sammanhang kallas < ibland för vänster vinkelparentes eller vänster tagg.

#### HTML och andra märkspråk
I SGML, och därigenom i HTML, används < och > för att beteckna början respektive slutet av ett element och kan då kallas vänster- respektive högertagg:
- <B>...</B> gör texten som omsluts fet

#### Webbadresser och e-postadresser
De båda tecknen < och > används ibland för att avgränsa webbadresser och e-postadresser i löpande text:
- Vidarebefordrar det e-postmeddelande jag mottog från Bengt Bengtsson <bengt.bengtsson@example.com>.

Denna användning ingår också i e-postprotokollet:
```
From: Bengt Bengtsson <bengt.bengtsson@example.com>
To: Kasper Svensson <ksvens@example.org>
```

### Vänster vinkelparentes
Ibland kallas tecknet < för vänster vinkelparentes (som i sammanhangen ovan) då det fungerar som substitut till tecknet (som normalt benämns vänster vinkelparentes) 〈 eller 〈, som annars främst används i (äldre) ordböcker och ordlistor.

## Att generera tecknet

### Unicode
Unicode-koden för < är U+003C (Less-than sign).

### HTML
HTML-koden för < är &lt;.

### LaTeX
LaTeX-koden för {\displaystyle <} är < eller \lt.

## Liknande tecken

### Vänster vinkelparentes (〈eller〈)
Tecknet < bör inte ersätta vänster vinkelparentes (〈 eller 〈), där sådant finns att tillgå.

### Gåsögon(«...») och enkla gåsögon (‹...›)
I vissa språk används « (och ») istället för citattecken, samt ‹ (och ›) vid inre citat. Dessa tecken bör inte ersättas med kombinationer av <.

### Tecken förcrescendo
Ett liknande tecken som < används i notskrift för att beteckna crescendo, d.v.s. tilltagande ljudstyrka. Tecknet kan även "töjas ut" för att innefatta en längre passage.